# Uniwersytet w Hawanie
Uniwersytet w Hawanie (UH, hiszp. Universidad de La Habana) – uniwersytet znajdujący się w dzielnicy Vedado, w Hawanie, na Kubie. Założony 5 stycznia 1728 roku, jest najstarszym uniwersytetem na Kubie i jednych z pierwszych w obu Amerykach. Początkowo był instytucją religijną. Uniwersytet składa się z piętnastu wydziałów w Hawanie, ale posiada też centra nauczania na odległość rozmieszczonie w kilku miejscach na Kubie.

## Historia
Pierwotna nazwa uniwersytetu to Real y Pontificia Universidad de San Gerónimo de La Habana. Został utworzony dzięki zgodzie papieża Innocentego XIII i króla Hiszpanii Filipa V.

## Absolwenci
- Ignacio Agramonte
- Fidel Castro
- Carlos Manuel de Céspedes
- Eduardo Chibás
- José Antonio Echeverría
- Carlos Juan Finlay
- Manuel Moreno Fraginals
- Ramiro Guerra
- Gaspar Llamazares
- Max Marambio
- Julio Antonio Mella
- Felipe Poey
- Emeterio Santovenia
- Félix Varela
- Enrique José Varona
- Rubén Martínez Villena
- Mahmud Ahmadineżad, prezydent Iranu, otrzymał tytuł Doctor honoris causa w 2012 roku w dziedzinie Nauk politycznych[2].